# W Polskę wierzę (seria monet)
W Polskę wierzę – seria monet kolekcjonerskich emitowanych przez Narodowy Bank Polski, zainaugurowana 10 maja 2023 r. monetą poświęconą polskiej rodzinie. Jej celem jest ukazanie znaczenia Polski w życiu Polek i Polaków.

## Charakterystyka serii
Awers każdej monety przedstawia wizerunek orła ustalony dla godła Rzeczypospolitej Polskiej, napis RZECZPOSPOLITA POLSKA, nominał oraz rok emisji. Dodatkowo znajduje się tam też tematyczna grafika (tabela poniżej).
Na rewersie monety znajdują się kolorowe elementy grafiki stylizowane na dziecięcy rysunek (opisane w tabeli poniżej) oraz tytuł monety.
Wszystkie monety mają nominał 10 złotych i są zrobione ze stopu Ag 925. Wykonano je stemplem lustrzanym, a ich brzegi są gładkie. Jako zabezpieczenia użyto druku UV.

## Lista monet
| Lp | Moneta                                          | Przód monety (awers) | Tył monety (rewers) | Nominał    | Stop   | Średnica (mm) | Masa (g) | Data emisji  | Nakład | Projekt          | Wizerunek monety |
| -- | ----------------------------------------------- | --- | --- | ---------- | ------ | ------------- | -------- | ------------ | ------ | ---------------- | ---------------- |
| 1  | Polska rodzina                                  | kobieta z dzieckiem na ręku, troje dzieci i mężczyzna, wszyscy trzymają się za ręce; napis: Ojczyzna – rodzina rodzin, nad nim stylizowany dach domu w kolorach białym i czerwonym | centralnie: mężczyzna i kobieta z dzieckiem na ręku; biało-czerwone serce; wzdłuż brzegu półkolem: kwiaty, dziewczynka i chłopiec z piłką, wózek dziecięcy, kot, pies, dziewczynka z flagą i pokolorowany kwiat oraz dom | 10 złotych | Ag 925 | 32,00         | 14,14    | 10 maja 2023 | 10 000 | Urszula Walerzak | awers rewers     |
| 2  | Polska wolna i suwerenna                        | wzdłuż brzegu półkolem: katedra na Wawelu, Zamek Królewski w Warszawie i Grób Nieznanego Żołnierza w Warszawie, a pomiędzy nimi stylizowane kwiaty                                 | kolorowe wizerunki dziewczynki trzymającej polską flagę i chłopca trzymającego kwiat oraz słońca nad nimi; w tle kontur powierzchni Polski                                                                               | 10 złotych | Ag 925 | 32,00         | 14,14    | 28 maja 2024 | 10 000 | Urszula Walerzak | awers rewers     |
| 3  | Jasna Góra – duchowa stolica Polski (planowana) | ? | ? | 10 złotych | Ag 925 | 32,00         | 14,14    | maj 2025     | ?      | ?                | ?                |